# Distrito de Madhubani
Madhubani es un distrito de la India situado en el estado de Bihar. Según el censo de 2011, tiene una población de 4 487 379 habitantes.
Su código ISO es IN.BR.MB.
Comprende una superficie de 3501 km².
El centro administrativo es la ciudad de Madhubani y una de sus localidades principales es Jhanjharpur.